# USC Colognese
USC Colognese is een Italiaanse voetbalclub uit Cologno al Serio die in de Serie D/B speelt. De club werd opgericht in 1961. De officiële clubkleuren zijn geel en groen.